# عادل (حديبو)
عادل هي إحدى قرى مديرية حديبو التابعة لمحافظة سقطرى، بلغ تعداد سكانها 110 نسمة حسب تعداد اليمن لعام 2004.